# Богатырёв, Афанасий Данилович
Богатырёв Афанасий Данилович (1882 — 11 сентября 1952) — капитан парохода «Лена» (первый из народа саха), депутат Верховного Совета ЯАССР.

## Биография
Родился в 1882 году в Таттинском районе в семье батрака. В связи с этим ему приходилось работать начиная с восьмилетнего возраста. В дальнейшем Богатырёв становится матросом частного парохода и с того времени непрерывно служил на водном транспорте. Он начал плавать в 1901 году с девятнадцати лет на пароходе «Лена» сначала матросом, затем лоцманом. В книге С. В. Попова «Морские имена Якутии» начальник полярной станции Тикси, друг Богатырёва так охарактеризовал первые шаги начинающего лоцмана: «Разве можно было запомнить фарватер реки на протяжении около двух тысяч километров. Тем более, что множество островов и проток были схожи между собой, а по берегам не было заметных ориентиров. Пытливый и любознательный юноша разрешил эту задачу. Он завел себе катушку бумаги, карандаш и постепенно стал наносить на бумагу все острова, плесы и протоки, по которым проходил фарватер».
В 1921 году Богатырев работает в штабе Якнарревдота. В 1923 году направлялся Якутским ЦИК на работу в Охотске, Колымском и Верхоянском округах: ЯЦИК дал поручение на укрепление Советской власти на местах. Наградой за особые заслуги стала личная винтовка и полсотня патронов. В 1924 году вернулся лоцманом на пароход «Лена». О Богатырёве часто писала местная пресса, что прибавило ему популярности.
1929 год стал годом создания на Лене единого пароходства Наркомата путей сообщения. Богатырев в ту навигацию подготовил отряд водников из числа якутов. Им были подготовлены ставшие впоследствии знаменитыми И. Е. Тарский, Христофоров, Монаков, Санников, Лыткин и другие. В 1930 году Богатырёв становится капитаном парохода «Лена». В 1932 году бы назначен капитаном на пароход «Пропагандист».
В 1933 году была поставлена задача «окончательно проложить» Северный Морской путь от Белого моря до Берингова пролива. В это время Афанасий Данилович работал в Арктике, занимался проводкой отдельных судов и экспедиций. С 1936 года он капитан парохода «Щетинкин».
В 1938 году его арестовали по доносу по обвинению в причастности к обществу «Саха-Аймах», впоследствии признан невиновным. Тем не менее он был уволен парохода и отправлен в Качуг на судоверфь на организацию отстоя новых судов. С началом навигации 1939—1940 гг. был переведен в Якутск и стал капитаном на пароходе «Тикси».
В годы Великой Отечественной войны работает старшим лоцманом по проводке караванов, везущих грузы Ленд-лиза. В 1951 году избран депутатом Верховного Совета Якутской АССР. Последним судном становится пароход «Якутск», где он работал до последнего своего дня.
Скончался 11 сентября 1952 года. Был капитаном пароходов «Партизан Шетинкин», «Первая пятилетка», «Тикси», «Ширшов» и «Якутск»..
Богатырёв стал единственный на Лене человеком проработавшим полвека и поднявшимся в должности от матроса до капитана. Внёс большой вклад в дело подготовки национальных кадров речной отрасли.

## Награды
Награждён орденами Трудового Красного Знамени и «Знак Почета», медалью «За доблестный труд в годы Великой Отечественной войны».

## Упоминания
- После смерти пароход «Якутск» на котором был капитаном Афанасий Богатырёв был назван «Капитан Богатырёв».
- Именем Афанасия Даниловича Богатырева в 1962 году названа бывшая Пристанская улица города Якутска[2].
- в феврале 1999 года теплоход «Сибирский-2121» был переименован в «Капитан Богатырёв»